# Erekruis voor Verdienste van de Nederlandse Bond voor Oud-Strijders
Het  Erekruis voor Verdienste van de Nederlandse Bond voor Oud-Strijders, later ook wel "Kruis van Verdienste van de Nederlandse Bond voor Oud-Strijders (en Dragers van het Mobilisatiekruis)" is een van de onderscheidingen van de Nederlandse Bond voor Oud-Strijders. De onderscheiding werd op 19 juli 1947, drie jaar voor de fusie met de "Nationale Bond "Het Mobilisatiekruis 1914-1918", een vereniging van gemobiliseerden uit de Eerste Wereldoorlog toen Nederland weliswaar neutraal was maar een groot paraat leger bezat om die neutraliteit te kunnen handhaven, ingesteld. Het besluit tot instelling van een dergelijke decoratie werd door het Hoofdbestuur genomen.
De onderscheiding werd na de fusie met de "Nederlandse Bond voor Oud-Strijders" op 29 april 1950 het "Kruis van Verdienste van de Nederlandse Bond voor Oud-Strijders en Dragers van het Mobilisatiekruis" van de "Nederlandse Bond voor Oud-Strijders en Dragers van het Mobilisatiekruis". Voor de gemobiliseerden in de Eerste Wereldoorlog was immers een Mobilisatiekruis ingesteld. Niet alle indertijd gemobiliseerden bezaten dat kruis omdat men het zelf moest aanvragen en zelf moest betalen.
Deze bond fuseert op 7 oktober 1978 op zijn beurt met het Veteranen Legioen Nederland en gaat Nederlandse Bond van Oud-Strijders - Veteranen Legioen Nederland heten. Deze bond heeft eigen onderscheidingen zoals het Op 10 mei 1986 werd de naam opnieuw gewijzigd: de bond heet sindsdien de Bond van Wapenbroeders. Deze bond staat open voor veteranen uit alle conflicten al zijn er nu geen overlevende gemobiliseerden uit de Eerste Wereldoorlog meer in leven.
Deze particuliere onderscheidingen mogen niet op militaire uniformen worden gedragen maar ze worden daar wel op gezien. Prins Bernhard der Nederlanden droeg zijn Bondskruis van de Bond van Nederlandse Oorlogs- en Dienstslachtoffers op zijn uniform. Voor veteranen gelden geen strenge regels al is er door de Kanselier van de Nederlandse Ridderorden voor burgers een draagvolgorde van de Nederlandse onderscheidingen vastgesteld. Daarin kregen de onderscheidingen van de bond een plaats als particuliere onderscheidingen.
Het Erekruis voor Verdienste van de Nederlandse Bond voor Oud-Strijders wordt door het bestuur van de bond toegekend.

## De onderscheiding
Het erekruis is feitelijk eerder een bronzen of zilveren ruit met kleine inkepingen. De door A.W. Smith ontworpen onderscheiding is vier centimeter hoog en vier centimeter breed en wordt aan een lint op de linkerborst gedragen. De voorzijde van de decoratie is met een door een koninklijke kroon gedekt tafereel van een Nederlandse Leeuw, waarover een albatros rustende op een onklaar anker versierd. Leeuw, anker en albatros staan voor de drie krijgsmachtonderdelen, landmacht, Marine en luchtmacht. Achter de afbeelding is een zonsopgang afgebeeld.
Op de keerzijde van het kruis is op de stralen van de zon de tekst "VOOR VERDIENSTE" te lezen. Het omschrift luidt: "PARAAT EN ONVERVAARD". Oorspronkelijk waren deze teksten gegraveerd op de achterzijde van het kruis. Latere versies hebben de teksten in reliëf op de achterzijde staan. De bevestiging van het kruis aan het lint was oorspronkelijk een bol en een ring. Latere versies hebben een goedkopere gedraaide lus in plaats van de bol.
Het lint was oorspronkelijk Nassausch blauw met in het midden twee smalle oranje strepen. Later werd het lint gewijzigd in oranje met in het midden twee smalle Nassausch blauwe strepen. De onderscheiding werd op avondkleding en rokkostuum ook als miniatuur met een middellijn van 16 millimeter gedragen. De achterzijdes van deze miniaturen is vlak. Het lint van de miniatuur is 22,5 millimeter breed.
Het kruis werd tot 1978 uitgereikt. Misschien werd het ook nog door het bestuur van de Nederlandse Bond van Oud-Strijders - Veteranen Legioen Nederland verleend, maar deze organisatie stelde al in 1983 een eigen Kruis van Verdienste in.